# International Lawn Tennis Challenge 1903
L'International Lawn Tennis Challenge 1903 è stata la terza edizione di quella che oggi è conosciuta come Coppa Davis. L'incontro è stato giocato, dopo la parentesi di New York del 1902, nuovamente al Longwood Cricket Club di Boston, dal 4 all'8 agosto 1903. Per la prima volta la Gran Bretagna si è aggiudicata il trofeo col punteggio di 4 ad 1 sugli Stati Uniti.

## Risultati
| Stati Uniti 1 | Longwood Cricket Club, Boston, Massachusetts, Stati Uniti 4–8 agosto 1903 | Longwood Cricket Club, Boston, Massachusetts, Stati Uniti 4–8 agosto 1903 | Gran Bretagna 4 |     |     |     |     |     |
| \| \| \| \| 1 \| 2 \| 3 \| 4 \| 5 \| \| \| - \| \| ------------------------------------------------------------- \| --- \| --- \| --- \| --- \| --- \| --- \| \| 1 \| \| William Larned Reggie Doherty \| \| \| \| \| \| w/o \| \| 2 \| \| Robert Wrenn Laurence Doherty \| 0 6 \| 3 6 \| 4 6 \| \| \| \| \| 3 \| \| George Wrenn / Robert Wrenn Laurence Doherty / Reggie Doherty \| 5 7 \| 7 9 \| 6 2 \| 3 6 \| \| \| \| 4 \| \| William Larned Laurence Doherty \| 3 6 \| 8 6 \| 0 6 \| 6 2 \| 5 7 \| \| \| 5 \| \| Robert Wrenn Reggie Doherty \| 4 6 \| 6 3 \| 3 6 \| 8 6 \| 4 6 \| \| |                                                                           |                                                                           |                 |     |     |     |     |     |
| |                                                                           |                                                                           | 1               | 2   | 3   | 4   | 5   |     |
| 1 | Stati Uniti (bandiera) · Gran Bretagna (bandiera)                         | William Larned Reggie Doherty                                             |                 |     |     |     |     | w/o |
| 2 | Stati Uniti (bandiera) · Gran Bretagna (bandiera)                         | Robert Wrenn Laurence Doherty                                             | 0 6             | 3 6 | 4 6 |     |     |     |
| 3 | Stati Uniti (bandiera) · Gran Bretagna (bandiera)                         | George Wrenn / Robert Wrenn Laurence Doherty / Reggie Doherty             | 5 7             | 7 9 | 6 2 | 3 6 |     |     |
| 4 | Stati Uniti (bandiera) · Gran Bretagna (bandiera)                         | William Larned Laurence Doherty                                           | 3 6             | 8 6 | 0 6 | 6 2 | 5 7 |     |
| 5 | Stati Uniti (bandiera) · Gran Bretagna (bandiera)                         | Robert Wrenn Reggie Doherty                                               | 4 6             | 6 3 | 3 6 | 8 6 | 4 6 |     |